# Ropica nigroscutellaris
Ropica nigroscutellaris là một loài bọ cánh cứng trong họ Cerambycidae.